# Christopher Knuth

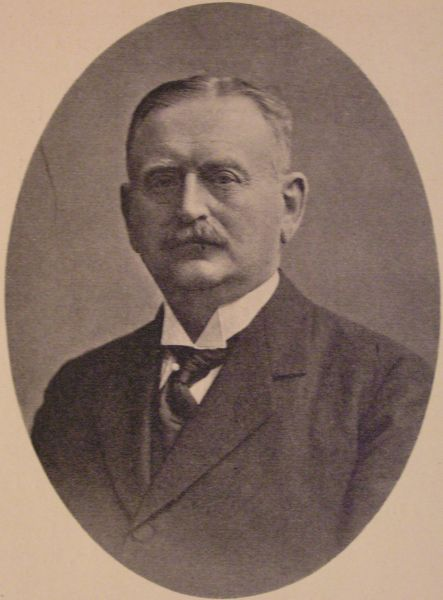
Christopher Knuth, etwa 1910

Graf Christopher Adam Valdemar Knuth (* 3. Juli 1855 in Præstø; † 12. Januar 1942 auf Lilliendal) war ein dänischer Hofjägermeister und Kammerherr.

## Leben
Knuth war der Sohn des Kammerherrn und Hofjägermeisters Adam Carl Vilhelm Knuth und dessen Gattin Wilhelmine, geborene von Buttlar.
1874 wurde er Student. 1877 wurde er Pächter von Østergaard, was er bis 1897 blieb.
1885 wurde er Hofjägermeister, 1895 Direktor der Sparkasse Præstø. 1896 bis 1916 war Knuth Mitglied des Amtsrates Præstø. 1900 wurde er Kammerherr, 1918 Mitglied des Landstings.
1900 wurde Knuth zum Ritter des Dannebrogordens, 1910 zum Dannebrogmann und 1938 zum Komtur zweiter Klasse ernannt.

## Ehe und Nachkommen
Am 11. August 1881 heiratete Knuth die Baronesse Ille Ottilde Vilhelmine Lerche (1857–1942). Aus der Ehe gingen sieben Kinder hervor, die allesamt den Titel Graf respektive Gräfin trugen und allesamt in Østergaard geboren wurden:
- Minna Sophie Louise Knuth-Christiansdal (* 26. Juni 1882; † 4. April 1984) ⚭ Lehnsbaron Hans Heinrich Adam Berner-Schilden-Holsten, Kammerherr (1881–1967)
- Vilhelmine (Minna) Alexandra Eugine Jenny Knuth-Christiansdal (* 3. November 1884; † ?) ⚭ Oscar Ferdinand Hage (1874–1938); ⚭ John Olai Borge (1878–1960)
- Christian Frederik Knuth-Christiansdal (* 28. März 1886; 18. März 1969)
- Margrethe Knuth-Christiansdal (* 12. November 1888; † ?) ⚭ Godtfred Bruun Neergaard (1884–1954)
- Otto Christopher Knuth-Christiansdal, til Flintholm (* 22. September 1890; † ?)
- Adam Carl Vilhelm Knuth-Christiansdal (* 2. September 1891; † ?)
- Benedicte Knuth-Christiansdal (* 25. Juli 1893; † 26. August 1986 in Kopenhagen) ⚭ Graf Frederik Christian Moltke (1870–1946)

## Vorfahren
| Adam Christopher Knuth Graf von Christiansdal          | Sophie Magdalena Knuth, geb. Moltke              | Wolf von Buchwaldt Herr zu Neudorf und Farve     | Benedicte Charlotte von Buchwaldt, geb. Blome    | ?                                                                    | ?                                                                    | ?                                                                    | ?                                                                    |
| Christian Frederik Knuth Graf von Christiansdal        | Christian Frederik Knuth Graf von Christiansdal  | Louise Charlotte Knuth, geb. von Buchwaldt       | Louise Charlotte Knuth, geb. von Buchwaldt       | ?                                                                    | ?                                                                    | ?                                                                    | ?                                                                    |
| Adam Knuth til Lilliendal Graf von Christiansdal       | Adam Knuth til Lilliendal Graf von Christiansdal | Adam Knuth til Lilliendal Graf von Christiansdal | Adam Knuth til Lilliendal Graf von Christiansdal | Wilhelmine Alexandra Eugenie Catharine Jenny Knuth, geb. von Buttlar | Wilhelmine Alexandra Eugenie Catharine Jenny Knuth, geb. von Buttlar | Wilhelmine Alexandra Eugenie Catharine Jenny Knuth, geb. von Buttlar | Wilhelmine Alexandra Eugenie Catharine Jenny Knuth, geb. von Buttlar |
| Christopher Adam Valdemar Knuth Graf von Christiansdal |                                                  |                                                  |                                                  |                                                                      |                                                                      |                                                                      |                                                                      |

## Endnoten
1. ↑  Danmarks Adels Aarbog.
2. ↑  P. Stavnstrup: Christopher Knuth. In: Svend Cedergreen Bech, Svend Dahl (Hrsg.): Dansk biografisk leksikon. Begründet von Carl Frederik Bricka, fortgesetzt von Povl Engelstoft. 3. Auflage. Band 8: Kjærulf–Levetzow. Gyldendal, Kopenhagen 1981, ISBN 87-01-77442-5 (dänisch, biografiskleksikon.lex.dk).

| Personendaten    | Personendaten                                         |
| ---------------- | ----------------------------------------------------- |
| NAME             | Knuth, Christopher                                    |
| ALTERNATIVNAMEN  | Knuth, Christopher Adam Valdemar (vollständiger Name) |
| KURZBESCHREIBUNG | dänischer Hofjägermeister und Kammerherr              |
| GEBURTSDATUM     | 3. Juli 1855                                          |
| GEBURTSORT       | Præstø                                                |
| STERBEDATUM      | 12. Januar 1942                                       |
| STERBEORT        | auf Liliendal                                         |